# Specjalne prawa ciągnienia
Specjalne prawa ciągnienia (ang. special drawing rights, SDR), kod ISO 4217: XDR – międzynarodowa jednostka rozrachunkowa, umowna jednostka monetarna, mająca charakter pieniądza bezgotówkowego, czyli istniejącego wyłącznie w postaci zapisów księgowych na bankowych rachunkach depozytowych, utworzona przez Międzynarodowy Fundusz Walutowy w 1967 roku w celu stabilizacji międzynarodowego systemu walutowego i wprowadzona w 1970 jako narzędzie walki z grożącym kryzysem płynności.

## Opis
Specjalne prawa ciągnienia stanowią zagraniczne aktywa rezerwowe tworzone przez Międzynarodowy Fundusz Walutowy i przydzielane jego członkom, proporcjonalnie do wniesionych przez nich udziałów, dla uzupełnienia posiadanych przez nich oficjalnych aktywów rezerwowych. Mogą należeć wyłącznie do władz monetarnych krajów członkowskich MFW oraz ograniczonej liczby międzynarodowych instytucji finansowych, które są ich uprawnionymi posiadaczami. Służą głównie do regulowania zobowiązań poszczególnych krajów z tytułu obrotów bieżących bilansu płatniczego (między innymi kraje z deficytem bilansu płatniczego dokonują płatności w tej walucie lub przeprowadzają interwencje na rynku walutowym poprzez jej wymianę na walutę innych krajów). Są też wykorzystywane przy porównywaniu kursów walut w rozliczeniach międzynarodowych.
Specjalne prawa ciągnienia zostały wyemitowane trzykrotnie. Po raz pierwszy miało to miejsce w latach 1970–1972, w trzech transzach łącznie 9,5 mld jednostek równych 1 dolarowi amerykańskiemu, drugi raz w latach 1979–1981 w kwocie 12 mld, również w trzech transzach. Trzeci raz emisja nastąpiła w roku 2009 i wyniosła 204,1 mld jednostek, z czego 21,4 mld dla 40 krajów, które są członkami MFW od 1982 (w tym dla Polski 3,12 mld po kursie 1,56 SDR/USD).
Początkowo wartość jednego specjalnego prawa ciągnienia miała wartość 0,888671 g czystego złota (SDR-y zwane były czasem „papierowym złotem”). Od 1974 roku jest wyznaczana na podstawie koszyka walutowego, składającego się obecnie (2022–2027) z dolara amerykańskiego, euro, juana, jena i funta szterlinga, w proporcjach zależnych od wagi danej waluty w międzynarodowych transakcjach finansowych.
Wagi poszczególnych walut w koszyku:
- 1981–1985: USD 42%, DEM 19%, JPY 13%, GBP 13%, FRF 13%
- 1986–1990: USD 42%, DEM 19%, JPY 15%, GBP 12%, FRF 12%
- 1991–1995: USD 40%, DEM 21%, JPY 17%, GBP 11%, FRF 11%
- 1996–2000: USD 39%, DEM 21%, JPY 18%, GBP 11%, FRF 11%
- 2001–2005: USD 45%, EUR 29%, JPY 15%, GBP 11%
- 2006–2010: USD 44%, EUR 34%, JPY 11%, GBP 11%
- 2011–2015: USD 41,9%, EUR 37,4%, JPY 9,4%, GBP 11,3%
- 2016–2022: USD 41,73%, EUR 30,93%, CNY 10,92%, JPY 8,33%, GBP 8,09%
- 2022–2027: USD 43.38%, EUR 29.31%, CNY 12.28%, JPY 7.59%,	GBP 7.44%

Obecnie kurs SDR-ów kształtowany jest na międzynarodowym rynku walutowym. Specjalne prawa ciągnienia stosowane są w rozliczeniach zarówno między członkami Międzynarodowego Funduszu Walutowego, jak i krajami do niego nienależącymi, a także międzynarodowymi instytucjami finansowymi.